# 广东轻工职业技术大学
广东轻工职业技术大学，简称广轻或广轻工，是广东省的一间公办全日制本科层次职业大学，为广东省属唯一国家示范性高等职业院校，“双高计划”高水平学校建设单位。

## 历史
1933年6月，学校前身广东省立第一职业学校成立，由省政府拨款30万元兴建，校址在广州市三元里。1935年3月，更名为广东省立第一农工职业学校。1936年，更名为广东省立广州农工职业学校。抗日战争期间，学校被迫先后迁至顺德、澳门、乐昌、连州、罗定、云浮等地。1945年9月，学校重回广州，1946年1月，更名为广东省立广州高级工业职业学校。1950年1月，更名为广东省立广州高级工业技术学校，迁到广州小北登峰路办学。
1953年，经全国院系调整后，学校水利、土木、染织、机械、电气等专业迁出与其他学校合并，广州私立天佑高级工业职业学校、兴宁高级工业技术学校、湛江高级工业学校并入本校，学校与常德高级工业学校、郑州工业学校、湖北武昌高级工业学校、湖南工业技术学校、江西高级工业学校、萍乡高级工业学校等六所学校的化工科和糖业科合并组建为中央人民政府轻工业部广州化学工业学校。1955年5月，更名为广州糖酒工业学校。1958年3月，广东食品工业学校并入，学校迁址至广州市海珠区新港西路。
1960年，学校与广州造纸工业学校、南宁造纸工业学校合并组建为广东轻工业学院，分设大学部和中专部。1963年1月，更名为广州轻工业学校。文化大革命期间，学校遭到破坏停学。文革结束后，1973年，学校复校并更名为广东轻工业学校。
1978年，经广东省批准开始招收糖、造纸专业大学本科生，开始复办“广东轻工业学院”。
1999年1月，经教育部批准，学校升格并更名为广东轻工职业技术学院。2004年10月，学校在佛山南海建设的新校区正式投入使用。
2024年6月，教育部发函同意在广东轻工职业技术学院的基础上设立广东轻工职业技术大学，2024年9月3日，广东轻工职业技术大学正式揭牌。

## 二级学院和开设专业

#### 机电技术学院
- 机电一体化技术
- 工业机器人技术
- 工业互联网应用
- 电气自动化技术
- 机械制造及自动化
- 机械设计与制造

#### 信息技术学院
- 信息安全技术
- 工业软件开发技术
- 现代通信技术
- 云计算技术与应用
- 人工智能技术与服务
- 数字媒体技术
- 计算机应用技术
- 通信工程设计与监理
- 软件技术

#### 轻化工技术学院
- 医用材料与应用
- 环境监测技术
- 分析检验技术
- 包装策划与设计
- 化妆品技术
- 化妆品经营与管理
- 精细化工技术
- 现代造纸技术

#### 食品与生物技术学院
- 护理
- 生物制药技术
- 药品生产技术
- 食品智能加工技术
- 化工生物技术

#### 汽车技术学院
- 制冷与空调技术
- 新能源汽车技术
- 汽车检测与维修技术
- 汽车技术服务与营销

#### 生态环境技术学院
- 生态环境修复技术
- 园林工程技术
- 环境工程技术

#### 财贸学院
- 大数据与审计
- 国际经济与贸易
- 市场营销
- 跨境电子商务
- 大数据与会计
- 电子商务

#### 管理学院
- 社区管理与服务
- 社会工作
- 空中乘务
- 酒店管理与数字化经营

#### 应用外语学院
- 国际商务
- 商务日语
- 商务英语
- 应用英语

#### 艺术设计学院
- 展示艺术设计
- 服装与服饰设计
- 数字媒体艺术设计
- 环境艺术设计
- 视觉传达设计
- 艺术产品设计
- 包装艺术设计[6]